# Großsorheim

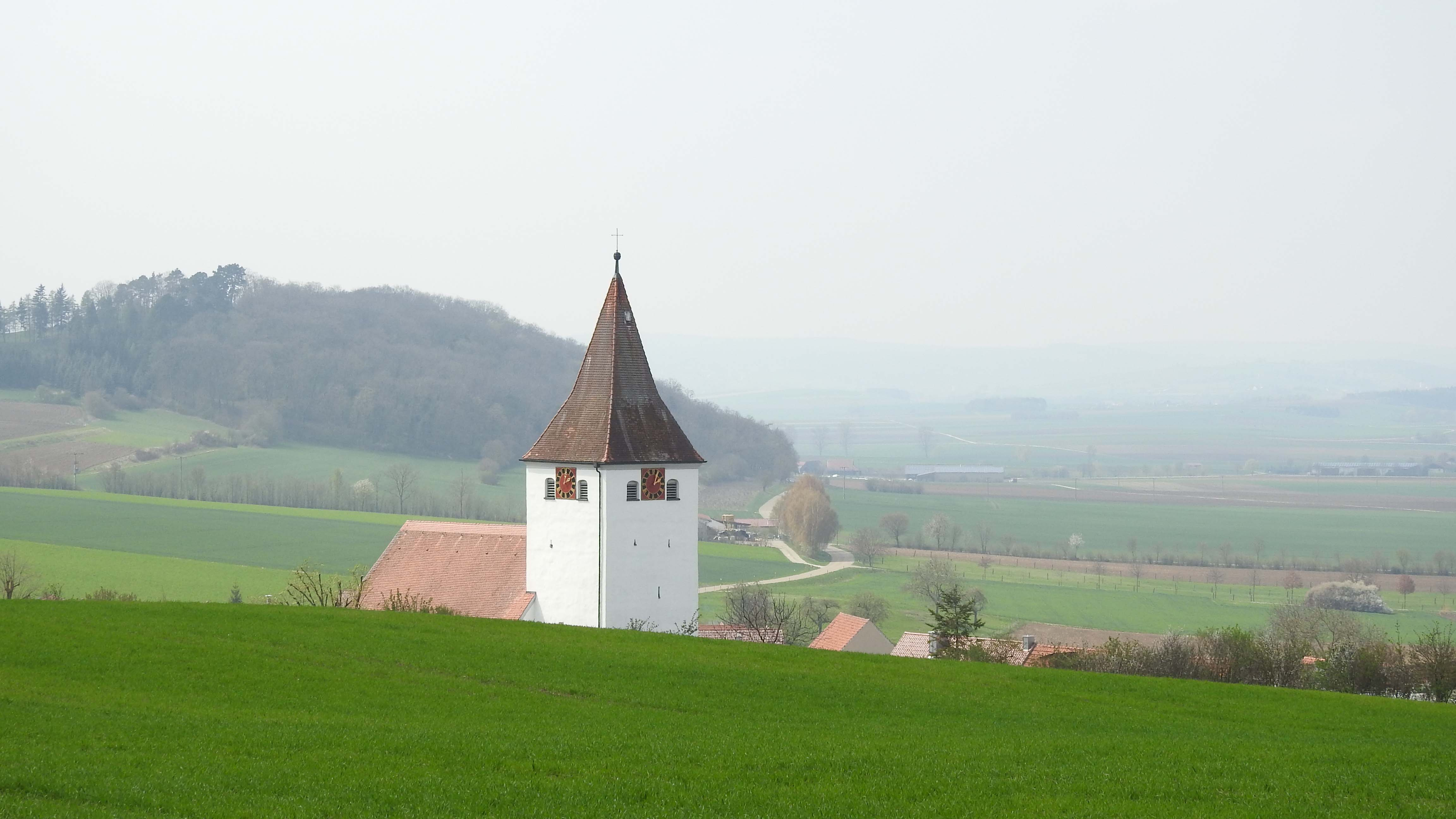
Großsorheim von Süden

Großsorheim (Rieser-schwäbisch Sore) ist ein Gemeindeteil der Stadt Harburg im Landkreis Donau-Ries (Regierungsbezirk Schwaben, Bayern). Zur Gemarkung gehören auch noch das Dorf Möggingen und die Einöde Egermühle.

## Beschreibung
Das Kirchdorf Großsorheim liegt westlich von Harburg bereits im Nördlinger Ries. Der Gemeindeteil Möggingen liegt knapp nördlich des west-östlich verlaufenden Kraterrandes. Die von Westen kommende Eger, an der die Egermühle liegt, mündet kurz darauf in die Wörnitz, die dann weiter in südöstlicher Richtung fließt. Beide Flüsse liegen nördlich von Großsorheim.
Großsorheim mit seinen Gemeindeteilen war eine selbständige Gemeinde im Landkreis Nördlingen und wurde im Zuge der Gebietsreform in Bayern am 1. Juli 1972 dem Landkreis Nördlingen-Donauwörth, der seit dem 1. Mai 1973 Landkreis Donau-Ries heißt, zugeschlagen. Am 1. Januar 1976 erfolgte die Eingemeindung in die Stadt Harburg (Schwaben).
Die evangelische Pfarrei St. Gallus in Großsorheim gehört zum Dekanat Donauwörth im Kirchenkreis Augsburg. Zur Pfarrei gehören auch noch Möggingen und Egermühle.

Die Katholiken von Großsorheim gehören zur Pfarrei Mutterschaft Mariens in Hoppingen.

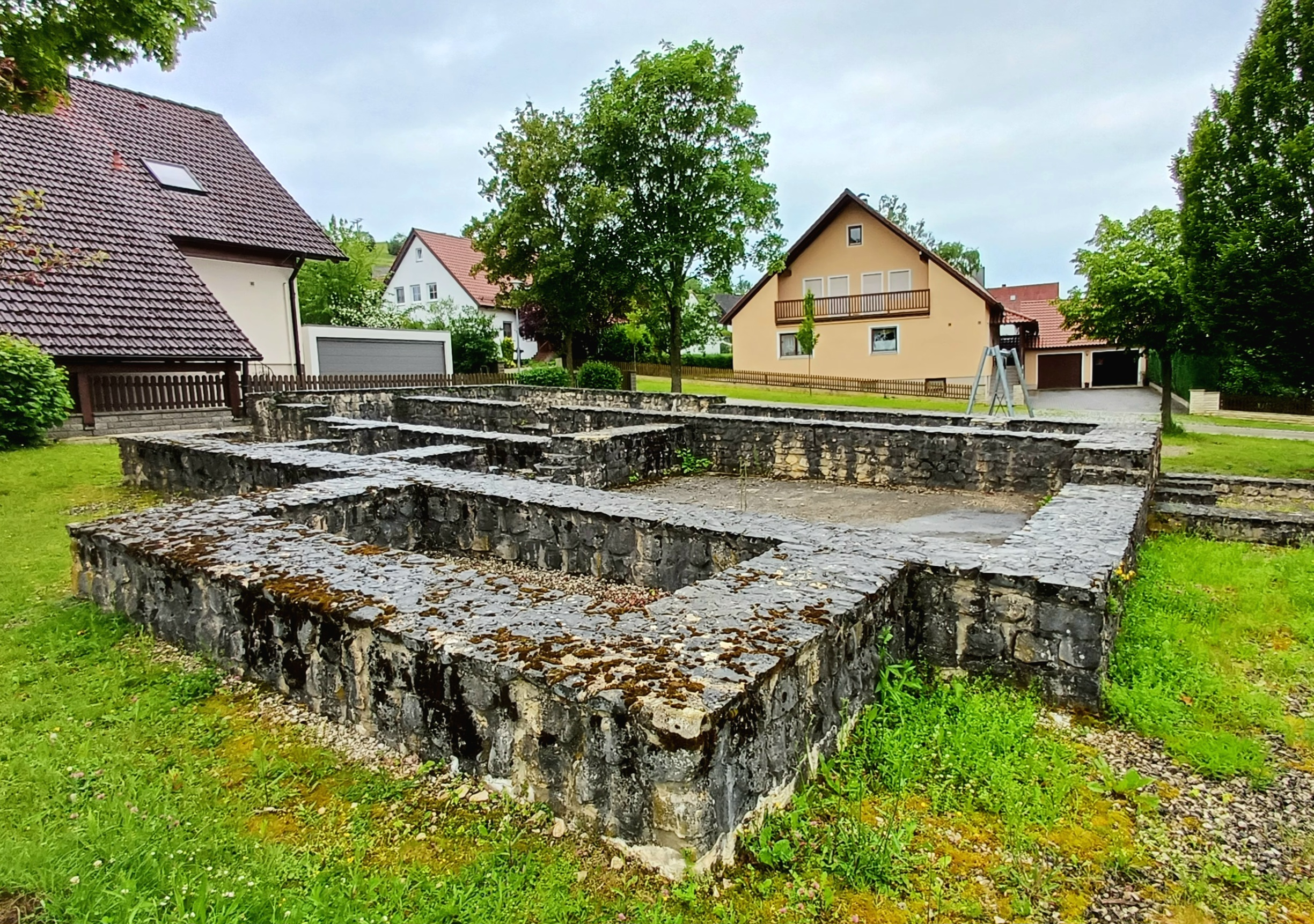
Badehausfundament der Villa rustica

Im Osten Großsorheim befindet sich neben dem Spielplatz einer Neubausiedlung der freigelegte und begehbare Bereich eines Badehauses, zugehörig zu einer Villa rustica der römischen Kaiserzeit, ausgeschildert mit „Römerbad“.
Nordöstlich von Großsorheim und Möggingen und südlich der Egermühle führt die nordwestlich-südöstlich verlaufende Bundesstraße 25 von Nördlingen nach Donauwörth vorbei, die an dieser Stelle zur Route der Romantischen Straße gehört. Von Rohrbach kommend führt die Kreisstraße DON 16 über Großsorheim und mündet in die B 25.
In der Gemarkung Großsorheim befindet sich eines der Landschaftsschutzgebiete, die mit Schutz von Landschaftsteilen im Bereich der Stadt Harburg und der Gemarkung Großsorheim bezeichnet werden.

## Baudenkmäler
Siehe: Liste der Baudenkmäler in Großsorheim

## Persönlichkeiten
Aus Großsorheim stammt der Fußballer Robert Strauß.